# Émile Deschanel

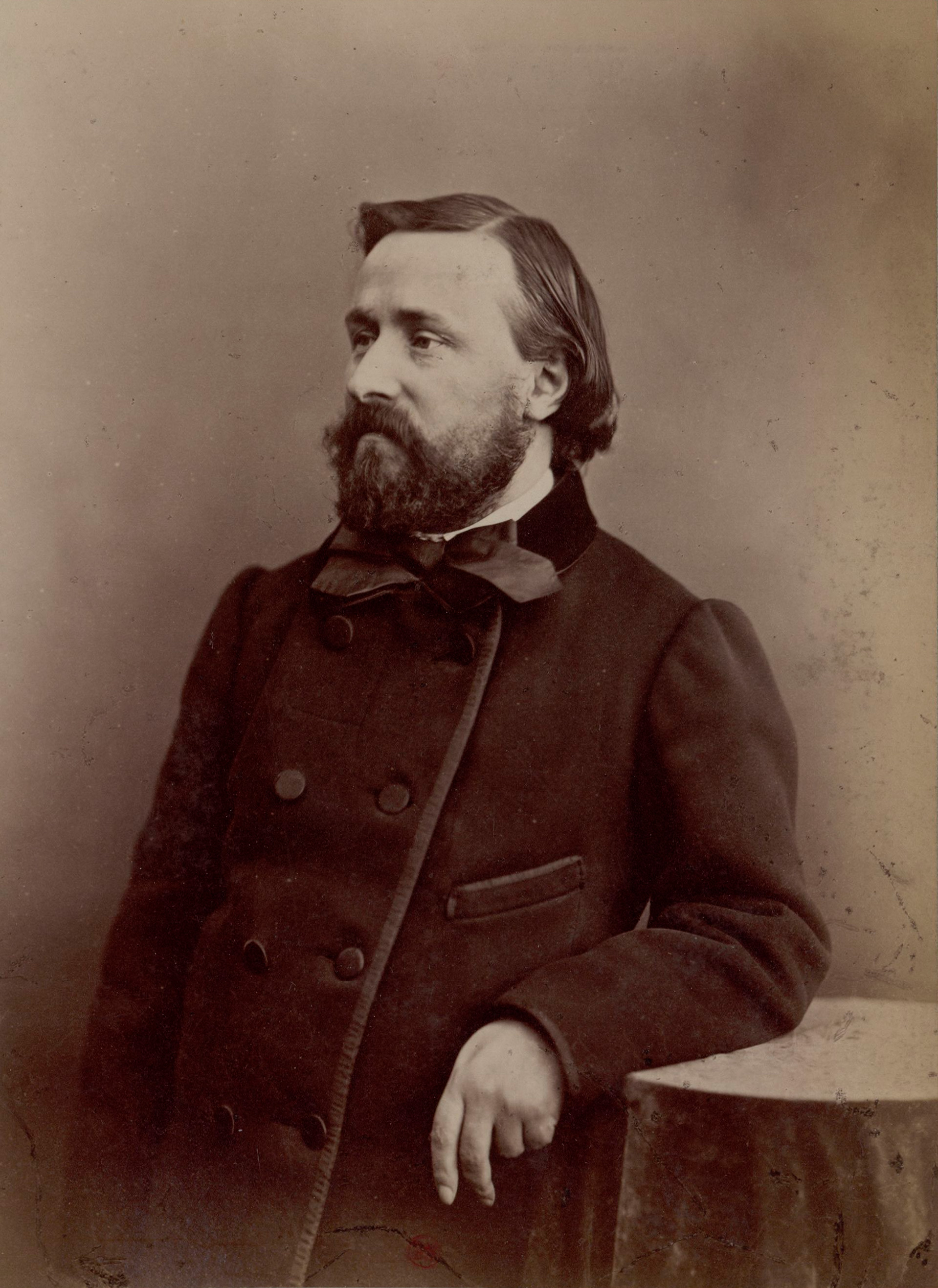
Émile Deschanel

Émile Auguste Étienne Martin Deschanel (* 14. November 1819 in Paris; † 26. Januar 1904 ebenda) war ein französischer Schriftsteller und Politiker.

## Leben
Deschanel war Professor in Bourges, später in Paris, wurde aber infolge seiner politischen Schrift Catholicisme et socialisme 1850 entlassen. Anschließend widmete Deschanel sich völlig der Verbreitung republikanischer Ideen durch die Presse und trat oft als Redner auf.
1851 musste er aus Paris flüchten und lebte zwischen 1851 und 1859 im Exil unter anderem in Brüssel, dort hielt er sehr besuchte literarische Vorlesungen und wurde, als er 1859 nach Paris zurückgekehrte, Mitarbeiter des Journal des Débats. 1876 wurde er republikanisches Mitglied der Deputiertenkammer, und 1881 zum Professor der neueren Literatur am Collège de France und zum Senator der Dritten Französischen Republik auf Lebenszeit ernannt.
Sein Sohn Paul Deschanel wurde französischer Politiker und Staatspräsident der Dritten Republik.

## Werke
- Les courtisanes grecques (Par. 1859)
- Histoire de la conversation (1857)
- Le mal et le bien qu'on a dit des femmes (7. Aufl. 1867)
- La vie des comédiens (1860)
- Causeries de quinzaine (1861)
- Christophe Colomb et Vasco de Gama (1862)
- Physiologie des écrivains et des artistes (1864)
- Études sur Aristophane (neue Ausg. 1877)
- A bâtons rompus (eine Sammlung moralischer und literarischer Aufsätze, 1868)
- Le peuple et la bourgeoisie (1881)
- Le romantisme des classiques, 6 Bde., Paris 1883–1898, Genf 1970
- Les Déformations de la langue française, Paris 1897 (5 Auflagen bis 1911)